# Gasa Dzong
Gasa Dzong (dzongkha མགར་ས་ བཀྲིས་མཐོང་སྨོན་རྫོང་།) este un oraș din Bhutan.